# 12035 Ruggieri
12035 Ruggieri è un asteroide della fascia principale. Scoperto nel 1997, presenta un'orbita caratterizzata da un semiasse maggiore pari a 2,4343349 au e da un'eccentricità di 0,0751971, inclinata di 1,27959° rispetto all'eclittica.
L'asteroide è dedicato all'astronomo amatoriale italiano Guido Ruggieri.